# Hanako
Hanako ist ein japanischer weiblicher Vorname.

## Herkunft und Bedeutung des Namens
Da japanische Namen auch in Kanji geschrieben werden, ist die Bedeutung des Namens äußerst vielseitig und kann sich je nach Schreibweise völlig verändern. Eine Variante bedeutet "Blumenkind" (花子). Der Name kommt in Japan häufig vor.

## Bekannte Namensträgerinnen
des Vornamens Hanako und seiner Varianten
- Yamada Hanako (山田花子), die japanische Version des Otto Normalverbraucher
- Prinzessin Hanako Hitachi (* 1940), geb. Hanako Tsugaru
- Hisa Ōta (1868–1945), auch bekannt als Madame Hanako, auch Mme. Hanako, japanische Schauspielerin
- Toire no Hanako-san, „Hanako aus der Toilette“, japanisches Schulgespenst